# Sugar Land
Sugar Land – amerykańskie miasto wraz z The Woodlands i Houston tworzy obszar metropolitalny  w hrabstwie Fort Bend, w amerykańskim stanie Teksas. Zgodnie ze spisem powszechnym z 2010 roku, populacja Sugar Land wynosiła 78 592 osób.

## Opis
Obecnie Suger Land jest dynamicznie rozwijającym miastem. Znajduje się tu krajowy port lotniczy, a w odległości 64 km Międzykontynentalny port lotniczy Houston-George Bush.

## Urodzeni w Sugar Land
- Simone Manuel – amerykańska pływaczka.